# Забруднення ґрунту
Забру́днення ґрунті́в — вид антропогенної трансформації ґрунтів, при якій вміст хімічних речовин у ґрунтах, які піддаються антропогенному впливу, перевищує природний регіональний рівень їх вмісту у ґрунтах.
Розрізняють три ступені забруднення, що вимагають наступних дій:
- профілактика,
- перебудова,
- припинення використання ґрунтів.

При надходженні в ґрунти доз важких металів, що не обумовлюють перевищень гранично допустимих концентрацій (ГДК), рекомендується проведення профілактичних заходів та здійснення моніторингу стану ґрунтів і рослин.
У тих випадках, коли в ґрунтах і в деяких рослинах перевищуються ГДК та є небезпека для здоров'я людей, рекомендується застосовувати меліоративні, агрономічні, селекційні заходи та розробляти організацію раціонального використання забруднених земель. Для зменшення рухомості важких металів і переходу їх до фітоценозів кислі ґрунти вапнують, лужні гіпсують, використовують фосфорні і органічні добрива, вносять іонообмінні речовини (цеоліти, гранули полістиролу, кремнійорганічні сполуки), підбирають рослини, які найменш вбирають важкі метали, наприклад — льон, коноплі.
Найбільш забруднені ґрунти відводять під залісення. Відповідно до статті 84 Земельного кодексу України, власники землі та землекористувачі, в тому числі орендарі, зобов'язані здійснювати захист земель від забруднення відходами виробництва, хімічними і радіоактивними речовинами. Для цього необхідно знати їх просторовий розподіл в межах відповідних земельних масивів. Традиційно це завдання вирішується шляхом відбору деякої кількості проб ґрунту та зразків фітоценозів в межах кожного з них для подальшого аналізу, наприклад, рентгенофлуоресцентним методом. Необхідна кількість проб, зазвичай, визначається для кожного випадку з вимог задоволення умовам репрезентативності їх статистик.